# Natrofarmacoalumita
La natrofarmacoalumita es un mineral, arseniato de aluminio y sodio, con hidroxilos e hidratado, descrito como una nueva especia a partir de ejemplares encontrados en la mina María Josefa, Rodalquilar, Níjar, Almería (España), que consecuentemente es su localidad tipo, el nombre deriva de su composición, con fármaco como término griego para arsénico.

## Propiedades físicas y químicas
La natrofarmacoalumita se encuentra como microcristales cúbicos, con crecimientos escalonados pero sin modificaciones de caras de otras formas, de un tamaño individual inferior al medio milímetro. Forma con frecuencia  agregados ordenados. Generalmente es incolora, pero a veces se encuentran cristales con la zona interior de color amarillo, debido a la presencia de hierro. Pertenece al grupo de la farmacoalumita, con la que es isoestructural, dentro del supergrupo de la farmacosiderita. Es al análogo de sodio de la aluminifarmacosiderita, que tiene potasio como catión alcalino dominante. En su composición química entra también una cantidad significativa de potasio 

## Yacimientos
La natrofarmacoalumita es un mineral raro, cuya presencia se ha citado hasta el momento en solamente cuatro localidades en el mundo, pero del que aparecen ejemplares significativos solamente en la localidad tipo, la mina María Josefa, en Rodalquilar.